# David Coffey
David Coffey (ur. 1941) – baptystyczny pastor brytyjski, w latach 1986–1987 przewodniczący Baptystycznej Unii Wielkiej Brytanii, w latach 1997–1999 przewodniczący Europejskiej Federacji Baptystycznej, a od 2005 przewodniczący Światowego Związku Baptystycznego.
Absolwent Uczelni Spurgeon'a w Londynie. Autor książki Build That Bridge i komentarzy do Listu do Rzymian.